# Erftmadonna

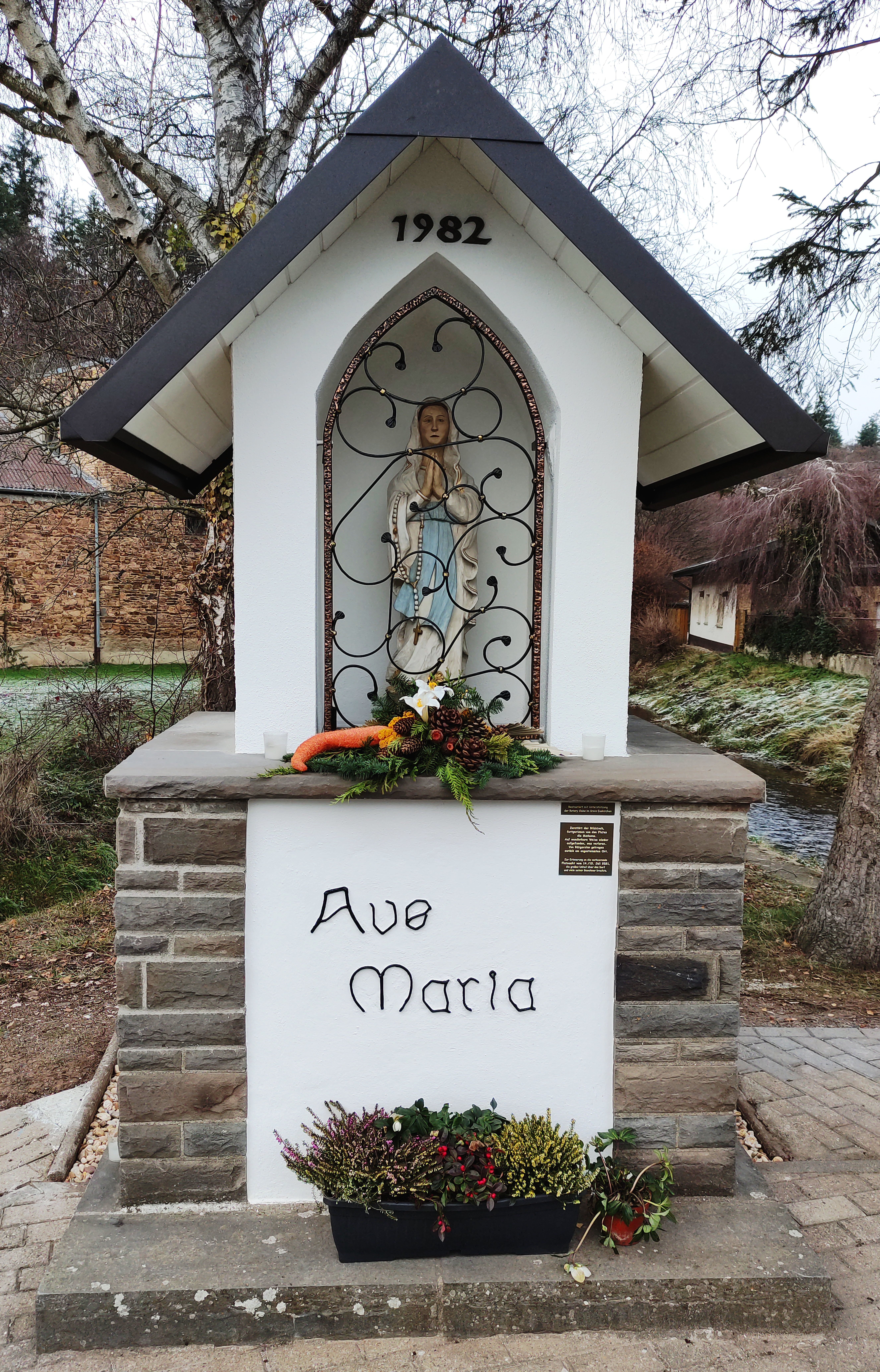
Restaurierte Erftmadonna im wieder aufgebauten Heiligenhäuschen, 2022

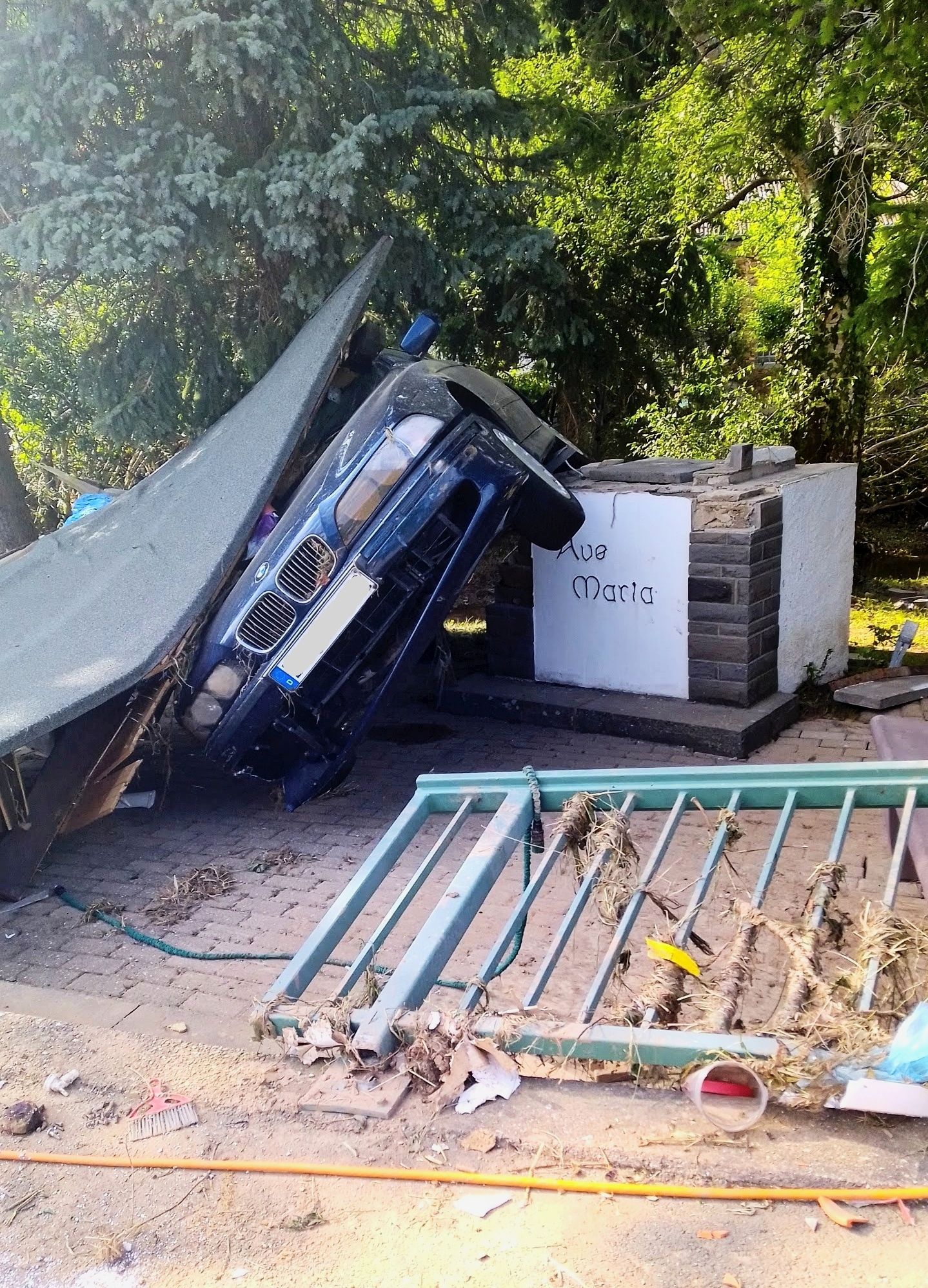
Zerstörtes Erftmadonna-Heiligenhäuschen 3 Tage nach der Flutnacht

Die Erftmadonna (auch: Madonna an der Erft) ist eine Marienstatue in einem 1982 errichteten Heiligenhäuschen neben der Erftbrücke von Kreuzweingarten in Nordrhein-Westfalen. Bei der Hochwasserkatastrophe im Jahr 2021 wurde das Heiligenhäuschen zerstört und die hölzerne Marienfigur von den Fluten mitgerissen, nach zwei Tagen jedoch in der flussabwärts gelegenen Erftaue unversehrt aufgefunden. 2022 wurde der Bildstock wieder aufgebaut.

## Geschichte
Die Errichtung des Bildstocks geht auf die Initiative des Landwirts und Schützenbruderschaftmeisters Adolf Bohnen (1912–1990) zurück, nach dem der Adolf-Bohnen-Weg in Kreuzweingarten benannt ist.
Die Marienstatue ohne Kind, mit betenden Händen und Rosenkranz wurde von dessen Bruder, dem Kreuzweingartener Kiesgrubenbesitzer Jakob Bohnen (1913–2004), aus einem Holzblock in Anlehnung an die Lourdesmadonna geschnitzt. Auch die Christophorus-Statue und der Osterleuchter in der Pfarrkirche „Heilig Kreuz“ von Kreuzweingarten stammen von seiner Hand. Das schmiedeeiserne Schutzgitter und der Ave-Maria-Schriftzug wurden von Franz Spilles geschaffen. Das für die Aufstellung des Heiligenhäuschens benötigte Grundstück an der Hubertusstraße neben der Brücke über die Erft stellte die Familie Schreiner zur Verfügung.
Eingeweiht wurde die Erftmadonna 1982 durch Msgr. („Prälat“) OStR Ernst Weyer (1914–1984), der von 1939 bis 1947 als Kaplan in Heilig Kreuz gewirkt hatte und nach seiner Pensionierung als Religionslehrer wieder als Pfarrverweser in Heilig Kreuz tätig war.
Am Fest Mariä Namen, 12. September, wird an der Erftmadonna jedes Jahr eine öffentliche Marienandacht abgehalten, zu der alle Bewohner eingeladen sind. Im Jahr 2020 war diese Andacht infolge der Corona-Bestimmungen ausgefallen.
Die Erftmadonna gilt als „heimliches Wahrzeichen“ von Kreuzweingarten, neben dem Hochkreuz auf dem Burgberg als dem eigentlichen Wahrzeichen.

### Zerstörung in der Flutnacht und Wiederaufbau
In der Hochwasser-Nacht vom 14. auf den 15. Juli 2021, die im Kreis Euskirchen 26 Todesopfer gefordert hat, rammte ein in der Hochwasserflut führerlos treibender PKW gegen das Heiligenhäuschen, woraufhin dessen obere Hälfte auseinanderbrach und die hölzerne Marienfigur von der Flut mitgerissen wurde. Einzig der Bildstock-Sockel blieb stehen.
Überraschenderweise wurde die Marienfigur bereits zwei Tage später in der Erftaue zwischen Kreuzweingarten und Rheder unversehrt – abgesehen von Schmutzspuren – aufgefunden, nach Kreuzweingarten zurückgebracht und vorübergehend in der dortigen Pfarrkirche aufgestellt.
Am 21. Juli 2022, ein Jahr nach dem Hochwasser, wurde mit dem Wiederaufbau des Heiligenhäuschens begonnen, u. a. mit Unterstützung der Rotary Clubs im Kreis Euskirchen sowie durch ein Baggerteam, das zur Wiederherstellung der ebenfalls schwer hochwassergeschädigten Trasse der Erfttalbahn gerade vor Ort war. Die ursprünglich umlaufende Bruchstein-Verkleidung ist verloren gegangen. Die Expositionsnische ist nun illuminiert. Eine Inschrift am Sockel erinnert an die Flutnacht von 2021. Auch die polychrome Marienfigur wurde restauriert.
Exakt 40 Jahre nach der ursprünglichen Errichtung wurde das Heiligenhäuschen am 8. Dezember 2022, dem Fest Unbefleckte Empfängnis Mariens, vom Euskirchener Pfarrer Anno Burghof, einem ehemaligen Schüler von Prälat Weyer, wieder eingeweiht.

## Bildergalerie

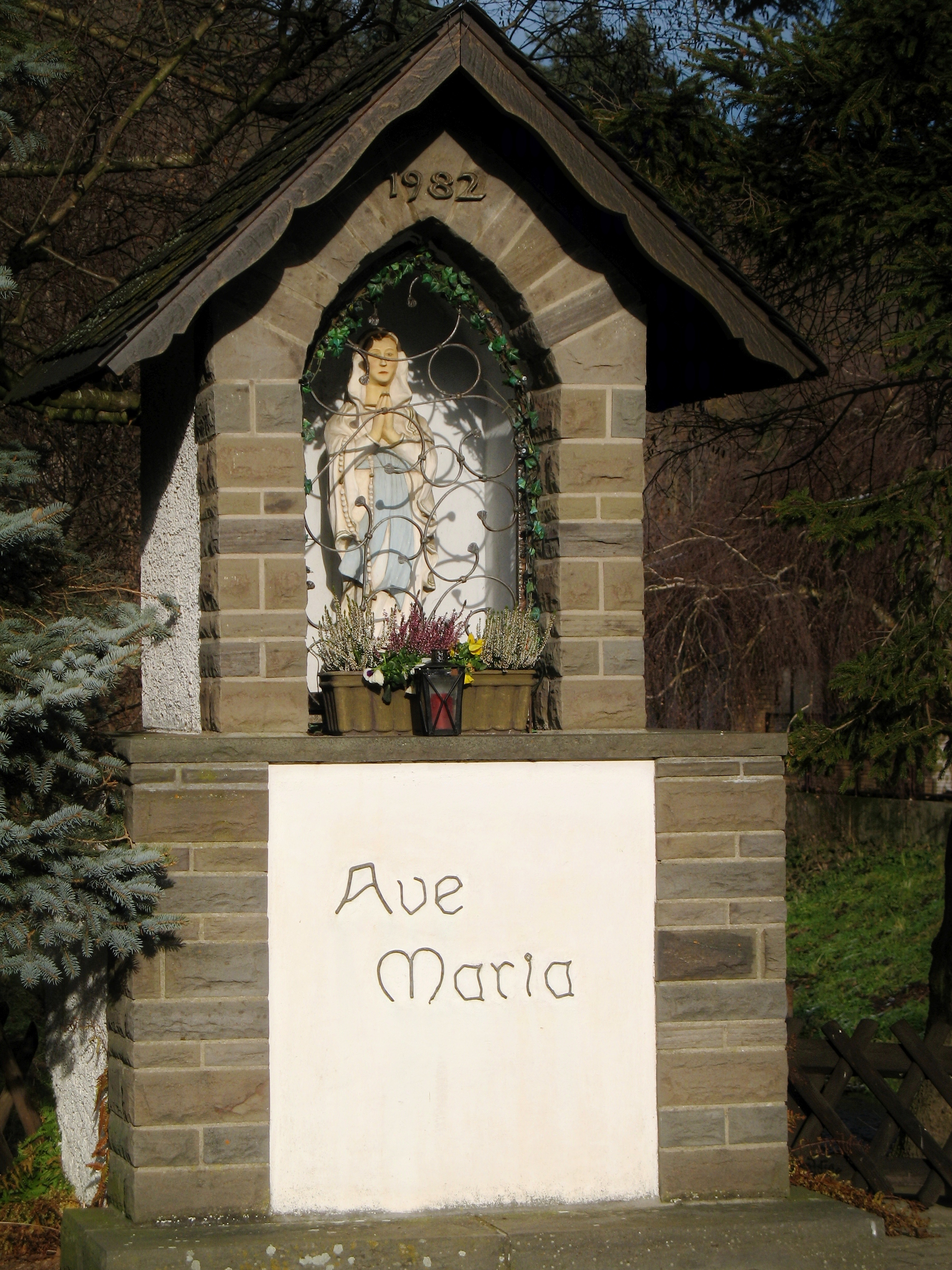
Natursteinverkleideter Bildstock (bis 2021) vor der Flutzerstörung
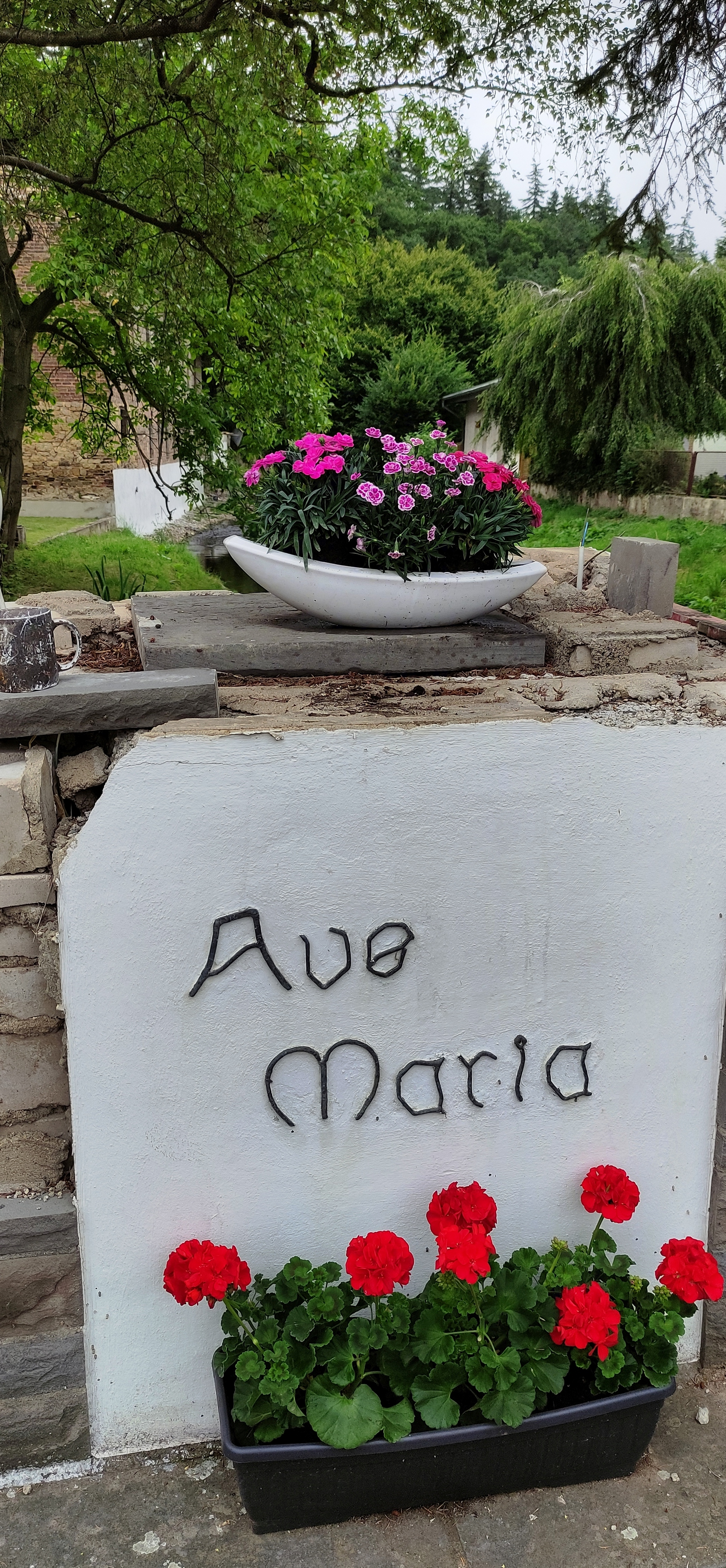
Blumenschmuck am zerstörten Bildstock
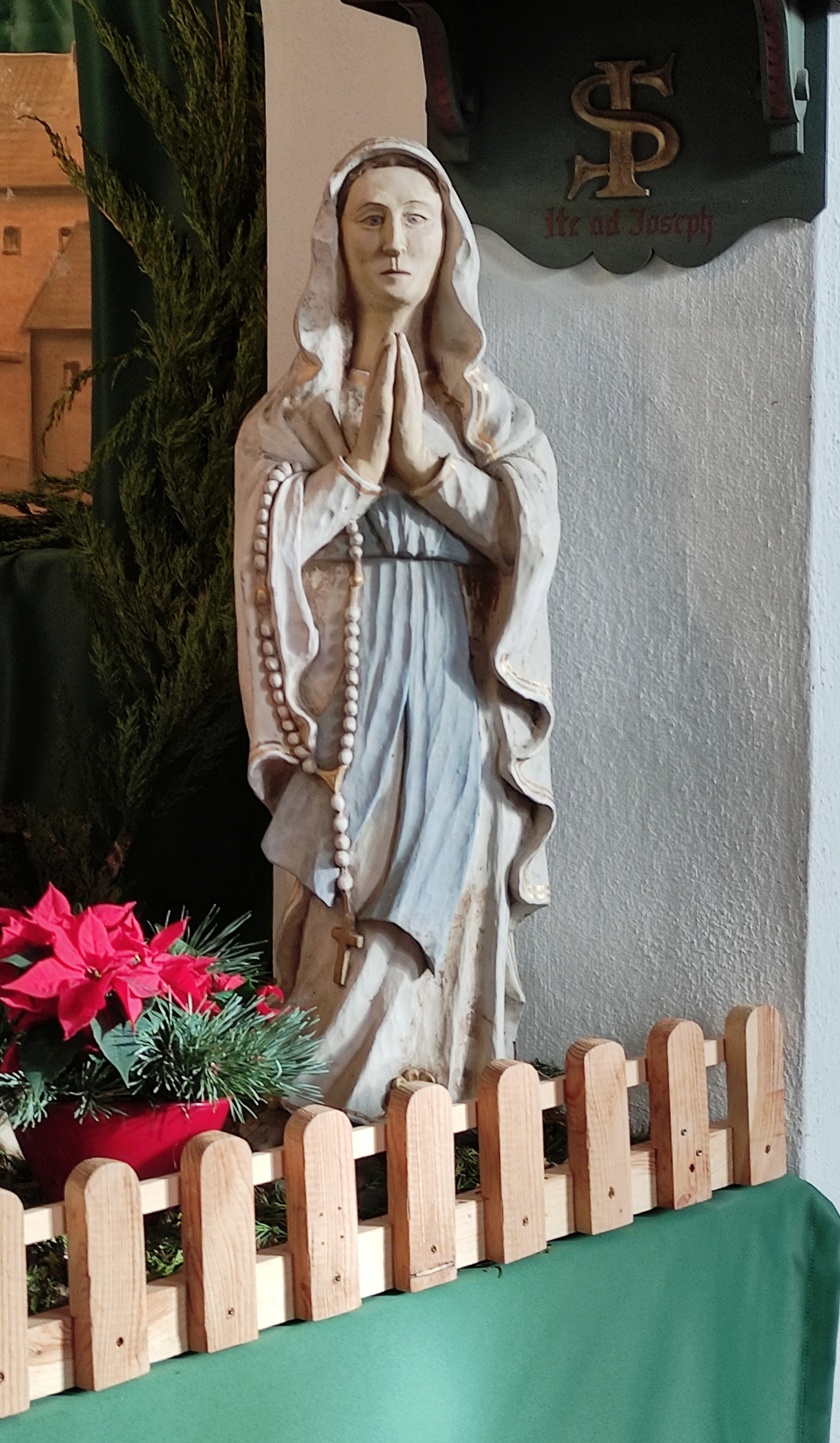
Aus der Flut gerettete Marienstatue, am Rande der Weihnachtskrippe in der Dorfkirche
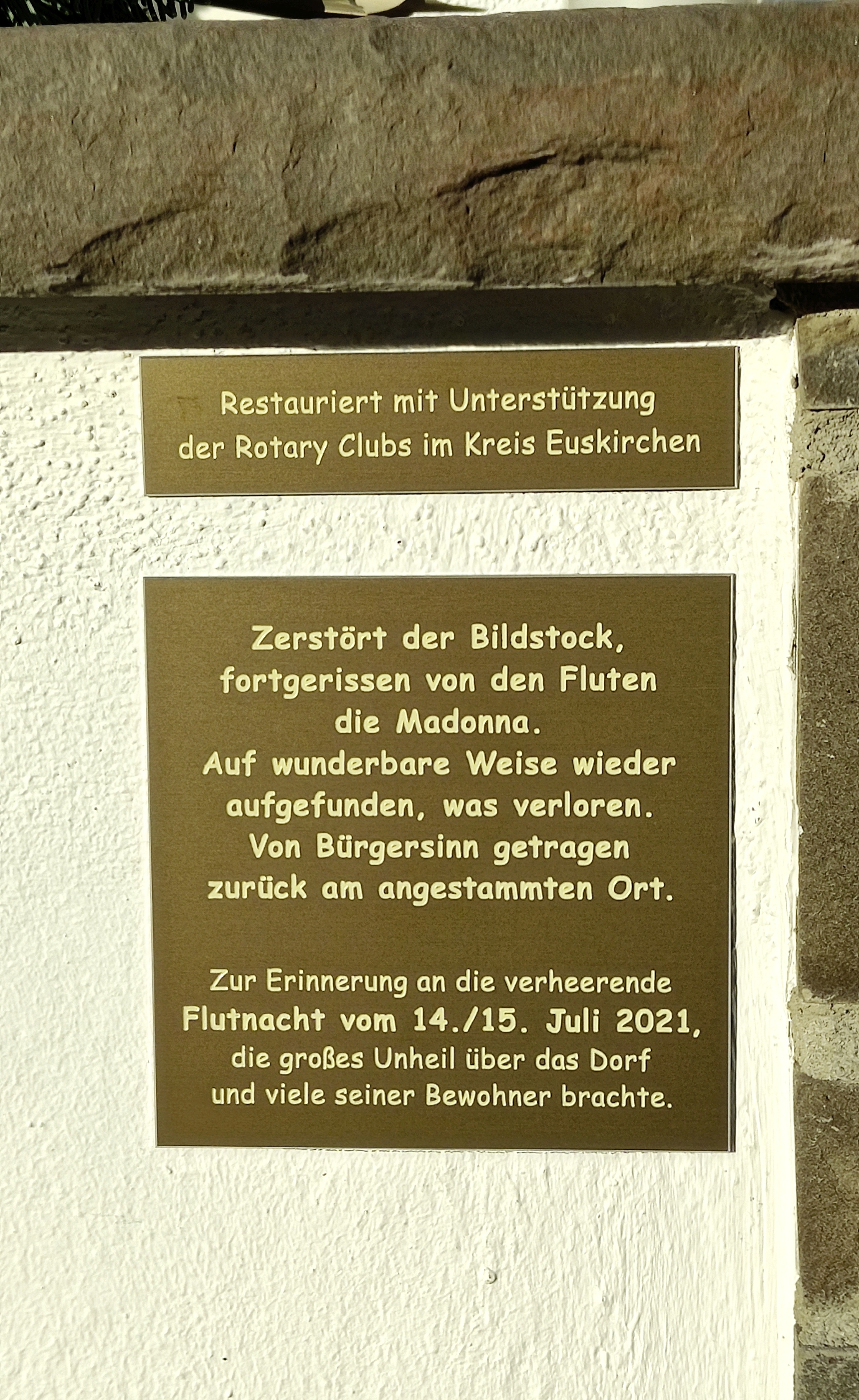
Inschrift zur Erinnerung an die Flutnacht
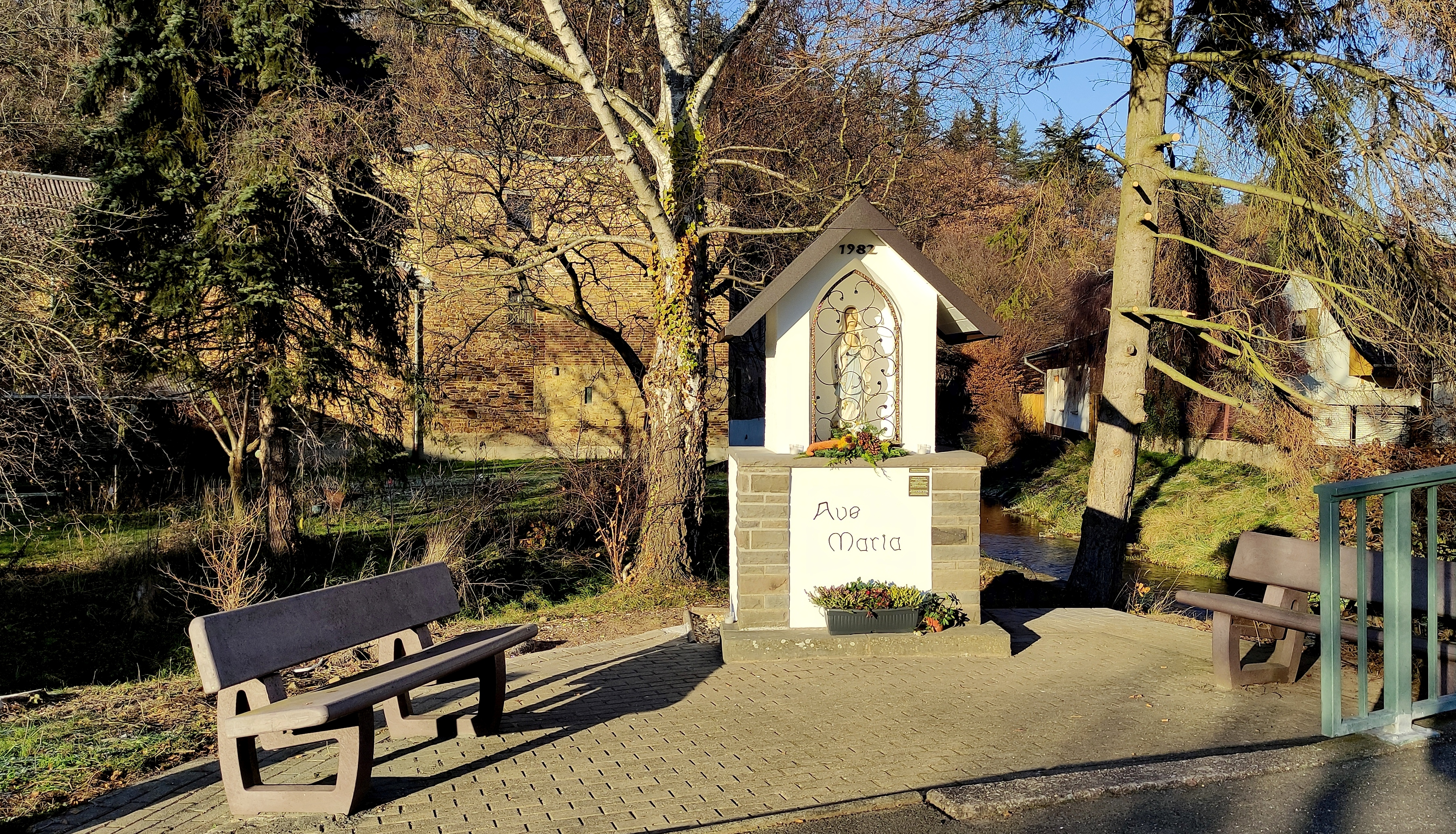
Bildstock-Ensemble an der Erftbrücke
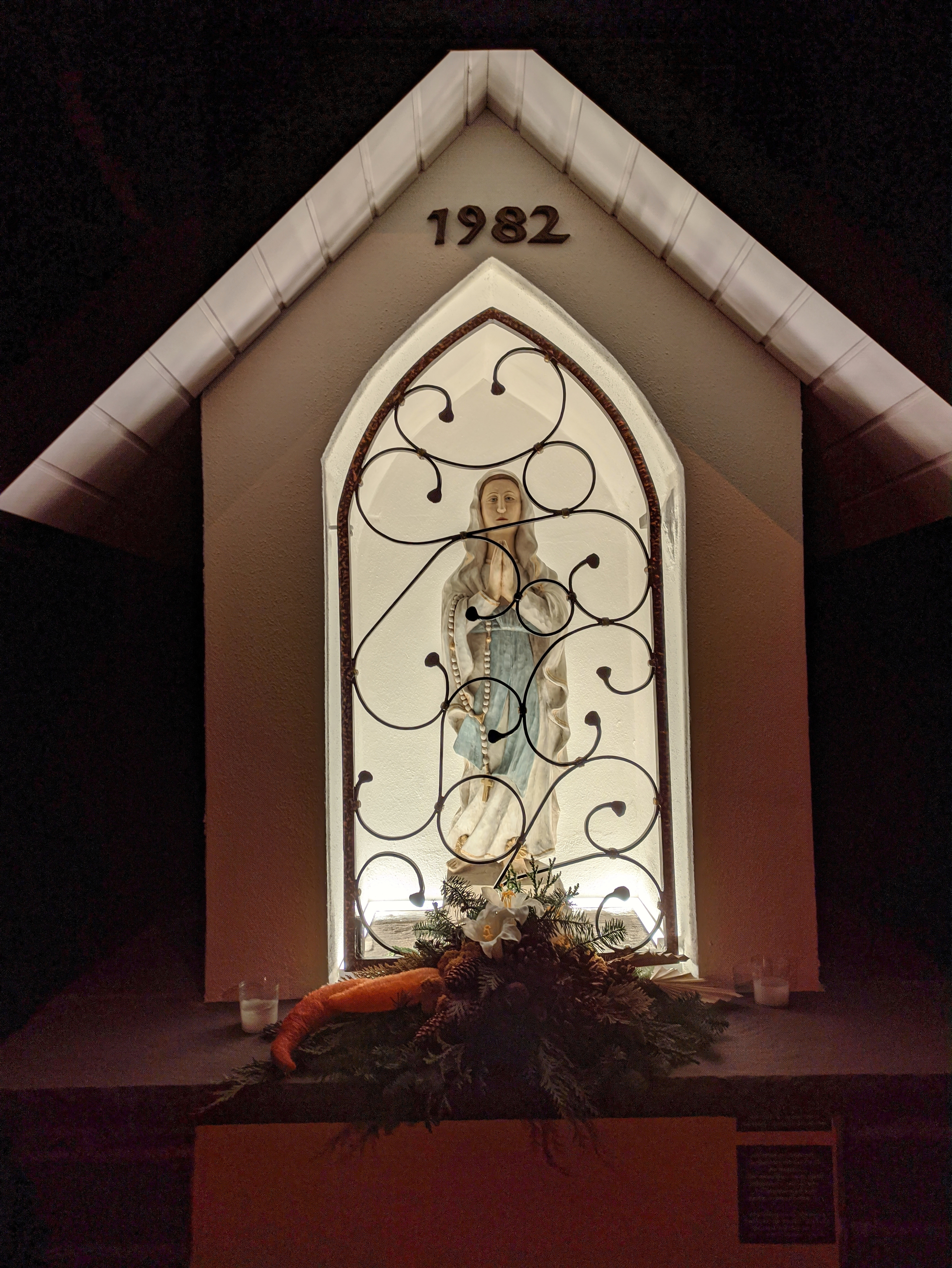
Nach der Restaurierung illuminierter Bildstock